# Viktoras Vaičiūnas

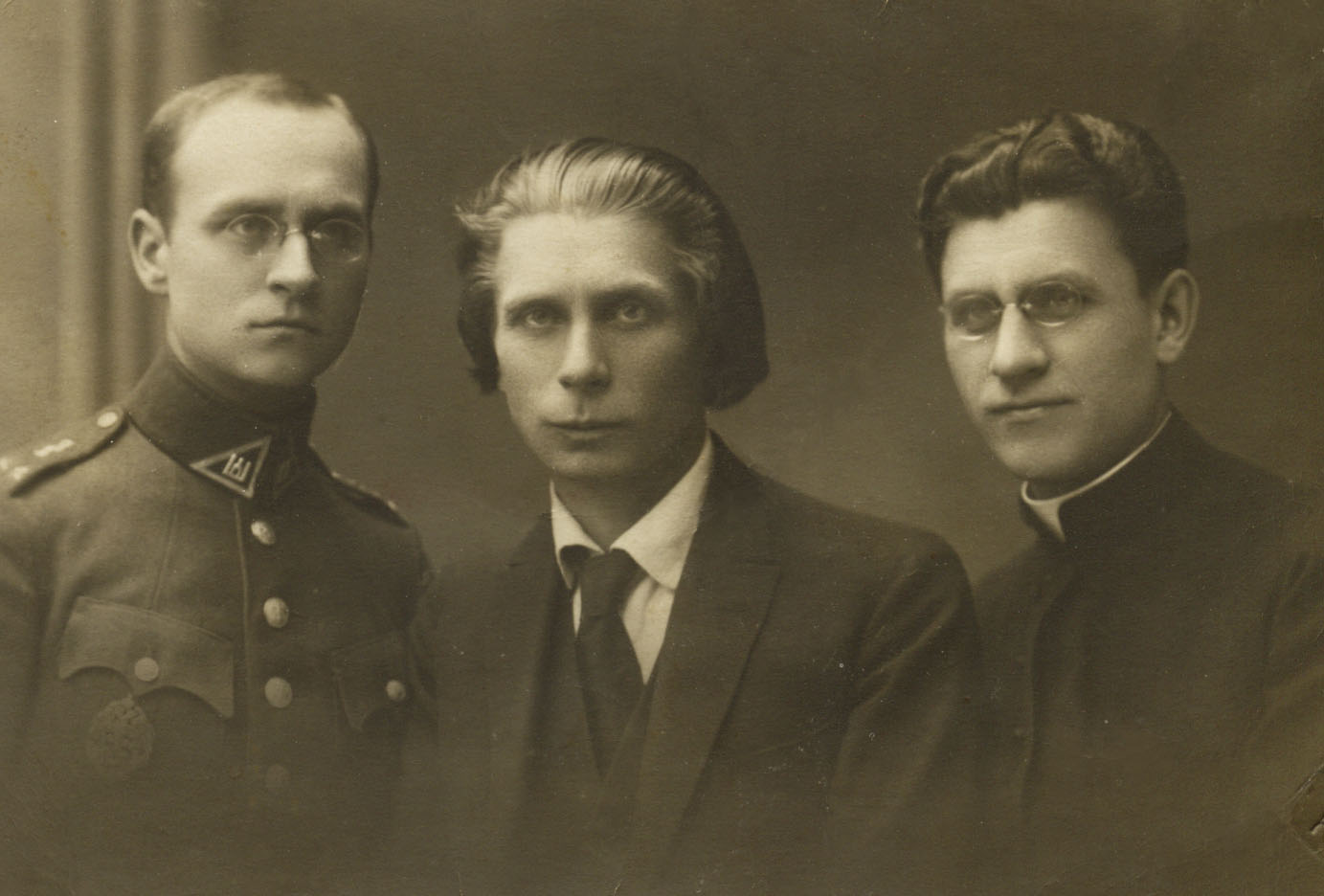
Mit Brüdern: Viktoras (?), Petras und Juozas (?)

Viktoras Vaičiūnas (* 3. Oktober 1896 in Piliakalniai, Kreis Ukmergė (jetzt Rajongemeinde Jonava); †  3. September 1945 in Kaunas) war ein litauischer Psychiater und Neuropathologe. er war Professor an der Vytautas-Magnus-Universität in Kaunas.

## Leben
1922 absolvierte er ein Medizinstudium an der Kriegsmedizin in Petrograd. Von 1922 bis 1925 diente er als Militärarzt in Litauen.
Ab 1925 arbeitete er als Assistent an der Nervenklinik der Vytautas-Magnus-Universität. Von 1939 bis 1945 war er dort Lehrstuhlleiter, ab 1945 Professor.
Er war verheiratet; seine Tochter Judita Vaičiūnaitė (1937–2001) war Dichterin. Sein Bruder war der Dramatiker Petras Vaičiūnas.

## Bibliografie
- Vaičiūnas, Viktoras. Sveikatos dalykai: įvairios gydytojo pastabos / Viktoras Vaičiūnas. – Kaunas: Autoriaus leidimas, 1928.